# Familiares de Desaparecidos y Detenidos por Razones Políticas
Familiares de Desaparecidos y Detenidos por Razones Políticas es una organización civil argentina formada por familiares de las víctimas del terrorismo de Estado en Argentina en las décadas de 1970 y 1980, principalmente del autodenominado Proceso de Reorganización Nacional

## Historia
En enero de 1976 se forma el primer grupo de familiares tras la desaparición simultánea de 24 personas en Córdoba. Desde marzo de 1976, los familiares de Buenos Aires comenzaron a reunirse en el local de la Liga Argentina por los Derechos del Hombre (LADH). Allí contactaron con Amnistía Internacional.
En septiembre de 1976 se constituye oficialmente el organismo en Capital Federal y comienza a trabajar para contactar con otros familiares en el interior del país.
Reivindicaban la aparición con vida de los desaparecidos, la condición de militantes de las víctimas y por los detenidos reconocidos (presos políticos).
Actualmente desarrolla una activa labor de investigación, denuncia y movilización, con filiales en Capital Federal y en el interior del país.
Durante la dictadura, realizan reiteradas acciones de denuncia de los crímenes que se estaban cometiendo. En junio de 1978, cuando la Argentina fue sede del campeonato mundial de fútbol, tres de sus integrantes, Graciela Palacio de Lois (esposa de un desaparecido), Ángela "Lita" Paolín de Boitano (madre de dos desaparecidos) y Liliana de Cristófaro (esposa de un desaparecido) ingresaron al Estadio Monumental mientras se jugaba el partido Italia-Alemania para repartir volantes denunciando a las autoridades de facto.

## En Córdoba[2]
Familiares de Desaparecidos y Detenidos por Razones Políticas de Córdoba es una organización no gubernamental, con personería jurídica y sin fines de lucro.
Está constituida con el propósito de defender y promover los derechos humanos, apoyando los instrumentos jurídicos nacionales e internacionales, para dar respuestas por medio de los procesos judiciales ( juicios) a las violaciones de los derechos humanos; ocurridas durante el período del terrorismo de Estado en Argentina. La organización investiga las denuncias formuladas por víctimas o familiares, presentándolas ante los tribunales federales.
Nace en los años 70 ante la necesidad de conseguir apoyo para los presos políticos que ya empezaban a ser cada vez más. Los padres, las madres, las parejas, hermanos y hermanas empezaron a reunirse en distintos espacios en procura de apoyo jurídico para redactar habeas corpus, hacer denuncias públicas y presentaciones ante la justicia. 
Luego siguieron las desapariciones, los traslados y las torturas. Empezaron los “operativos ventilador” y las listas en los diarios de quienes decían estar “muertos en enfrentamiento”. Las estrategias de funcionamiento fueron cambiando según la época que tocaba vivir. Las rondas en la Plaza eran un lugar de encuentro pero también de riesgos, madres y padres fueron encarcelados y perseguidos. No obstante se logró la articulación con organismos internacionales, como FE.DE.FAM, y viajes al exterior donde las denuncias fueron registradas.

### Acciones en el tiempo
En democracia la organización acompañó a la CONADEP donde participó activamente tomando y registrando miles de denuncias, comprobando la magnitud de lo ocasionado por el terrorismo de Estado. Siguieron las leyes de Obediencia Debida, Punto Final e indulto presidencial. 
Familiares se centró en la necesidad de generar una condena social revelando la impunidad de los genocidas y sus consecuencias en la política y la economía del país. A veces las organizaciones solas y otras acompañadas, se logró la anulación de las leyes de impunidad. Se celebraron las nuevas conquistas y la entrega de los centros clandestinos de detención y exterminio por parte del Estado y eso fue el impulso que permitió convertirlos en espacios de memoria donde se fue armando el rompecabezas de una historia que permanecía oculta.
Fue entonces cuando se empezó a sostener la posibilidad de juzgar y condenar con las evidencias de los cuerpos recuperados en los enterramientos clandestinos. La historia salía a la luz. Se trabajó fuertemente en la sistematización de las denuncias y estas se convirtieron en causas judiciales.

### Juicio y Castigo
El desarrollo de los juicios en la provincia de Córdoba fue marcando en estos años un aprendizaje sociocultural que difícilmente pueda borrarse.  La certeza de que la justicia llega a los genocidas que no solo definieron políticas de eliminación física del enemigo, sino también a los civiles y a todos quienes entregaron el país a manos de corporaciones cómplices de las dictaduras.
Esto fue transformando el significado de las demandas. Lo que en un principio fue aparición con vida, juicio y castigo, cárcel común perpetua y efectiva, toma un nuevo empuje en la producción colectiva de las memorias y así se va por las complicidades que gracias a los testimonios quedan al descubierto. Es así que además de confirmar la falsedad de una guerra (teoría de los dos demonios) que intentaron imprimir en la sociedad, fue dejando un sello identitario en el largo recorrido de la organización.

### Prensa y Comunicación[3]
El área de Prensa y Comunicación está integrada por un equipo de profesionales y militantes abocados a la difusión de la problemática de DDHH en todos sus aspectos, particularmente en el eje Memoria, Verdad y Justicia. Desde el área se impulsan actividades tendientes a la promoción y protección de los derechos humanos en todo el ámbito de la provincia de Córdoba.
A lo largo del tiempo, el área ha tenido momentos de mayor y menor intensidad de trabajo de acuerdo a los objetivos políticos de la organización y el contexto que presenta el país y Córdoba, sin dejar de realizar lecturas y análisis políticos sobre ello.

#### Principales acciones comunicacionales de los últimos años
• Realización de homenajes a detenidos-desaparecidos.
• Stand propio en la Feria del Libro de Córdoba (años 2002-2011).
• Charlas en escuelas, centros culturales, gremios y universidades, entre otros.
• Folletería institucional (dípticos, trípticos, calcomanías, calendarios, etc.).
• Libro Por la Memoria, Por la Justicia, Por un Sueño (diciembre de 2000).
• Cartilla Derechos del Niño (2004).
• Actividades por la Semana Internacional del Desaparecido (mayo de 2005).
• Boletín Para Recordar (2005). • Cartilla Desterrando la Memoria (2005). • Cartilla informativa sobre la Teoría de los dos Demonios (Edición 2006) (Edición 2015).
• Publicación de la colección Relatos de Amores, Sueños y Luchas: serie de narraciones y poesías escritas por personas detenidas y compañeros de desaparecidos antes y durante la dictadura cívico-militar: Relatos I (2006), Relatos II (2007), Relatos III (2008), Relatos IV (2013).
• Caminando… Del horror a la justicia. Recuperación de un Espacio para la Memoria. Cartilla informativa sobre el centro clandestino de detención “La Perla” (marzo de 2007).
• Será Justicia. Los juicios por violaciones a los Derechos Humanos en Córdoba. Cartilla informativa sobre el juicio Menéndez I (causa Brandalisis) (mayo de 2008).
• Micro semanal en Radio Nacional Córdoba (2008/2009).
• Será Justicia. Continúan los juicios por violaciones a los Derechos Humanos en Córdoba. Cartilla informativa sobre el juicio Menéndez II (causa Albareda) (septiembre/octubre 2009).
• Taller de Comunicación Radiofónica con comunicadores sociales (2009).
• Trabajando en la Construcción Colectiva de los Derechos Humanos. Brochure institucional (2009).
• Será Justicia. El diario del juicio Menéndez II en Córdoba. Ediciones N.º 01 a 07 (2009).
• Será Justicia. El diario del juicio Videla en Córdoba. Ediciones N.º 08 a 20 (2010).
• Taller de manejo y operación de PC y redes, aplicado a trabajos de comunicación, dictado por comunicadores sociales (2011).
• Será Justicia. El diario del juicio Comando Radioeléctrico en Córdoba. Ediciones N.º 21 a 22 (2012).
• Programa radial Pido la Palabra y Digo, el programa de los Organismos de Derechos Humanos de Córdoba. Emitido en Radio Nacional Córdoba (AM 750 y FM 100.1) (2015)
• Será Justicia. El diario del juicio La Perla. Ediciones N.º 23 a 57 (2012-2016).
• Será Justicia – El diario del juicio Causa Pino Cano. Ediciones N° 58 (2017)
• Será Justicia - El diario del juicio Causa Magistrados. Ediciones N° 59 (2017)
• Será Justicia - El diario del juicio Menéndez IV (Causa González Navarro Vergéz). Ediciones N° 60 (2018)

#### Será Justicia[4]
Será Justicia es un medio de comunicación impulsado por Familiares de Desaparecidos y Detenidos por Razones Políticas de Córdoba, que desde 2009 realiza la cobertura periodística de los juicios por delitos de lesa humanidad que se desarrollan en esta provincia.
En el primer período, la publicación se llamó Será Justicia – El diario del juicio Menéndez II en Córdoba y fue desarrollado durante el juicio denominado Menéndez II, celebrado durante octubre y diciembre de 2009. El segundo período se denominó Será Justicia – El diario del juicio Videla en Córdoba, y estuvo abocado a la cobertura del juicio Videla, entre julio y diciembre de 2010. El tercer período se llamó Será Justicia – El diario del juicio Comando Radioeléctrico en Córdoba, se realizó durante el juzgamiento de la causa Roselli (Comando Radioeléctrico de Córdoba), entre febrero y marzo de 2012. El cuarto período se llamó Será Justicia – El diario del juicio La Perla en Córdoba, se desarrolló durante el juicio La Perla-La RIbera-D2, entre diciembre de 2012 y agosto de 2016. En los años siguientes el periódico cubrió los juicios de las causas Pino Cano, Los Magistrados y González Navarro-Vergéz. 